# Rakaia denticulata
Rakaia denticulata is een hooiwagen uit de familie Pettalidae.